# Pippin I. (Aquitanien)
Pippin I. (* 797; † 13. November, nach anderer Quelle: 13. Dezember 838) war König von Aquitanien von 814 bis 838.

## Leben
Pippin war der zweite Sohn Ludwigs I. des Frommen aus dessen erster Ehe mit der Irmingard von Hespengau. Als Reichsteil bekam er von seinem Vater im August 814 Aquitanien zugewiesen, in dem er eine gewisse politische Eigenständigkeit bewahren konnte, was sich vor allem bei der Krönung seines Sohnes Pippin II. zeigte.
Er schloss 822 die Ehe mit Ringart (Hringard) oder Ingeltrud, der Tochter des Grafen Teudbert von Madrie (Arnulfinger), mit der er zwei Söhne hatte, Pippin II., der in Aquitanien sein Nachfolger wurde, Karl (* wohl 825/830, † 4. Juni 863), der am 8. März 856 Erzbischof von Mainz wurde. Pippin widersetzte sich dem Ratschlag seines Beraters Berengar von Toulouse und erhob sich 830 mit seinem Bruder Ludwig dem Deutschen und mit der Unterstützung von Bernhard von Septimanien gegen den Vater. Er unterlag 832 bei Limoges den kaiserlichen Truppen und wurde nach Trier verbannt; er entfloh seiner Bewachung und schloss sich dem Aufstand von 833 an, der auf dem Lügenfeld mit der Absetzung seines Vaters endete.
Das Verhalten seines ältesten Bruders Lothar in der Folgezeit ließ Pippin die Seite wechseln und die Wiedereinsetzung seines Vaters betreiben, zu der es am 1. März 834 dann auch kam. Pippin starb knapp fünf Jahre später und wurde in  Sainte-Radegonde  in Poitiers begraben.